# Öppen standard
En öppen standard (engelska: open source)är en standard som, i motsats till en proprietär teknisk specifikation, tillåter vem som helst att implementera den utan att ägaren av standarden sätter upp orimliga eller diskriminerande hinder, där utveckling sker på ett transparent och inkluderande sätt så att alla som vill har möjlighet att delge sitt perspektiv. Detta möjliggör kompatibilitet mellan produkter av olika fabrikat som följer standarden, och fri konkurrens mellan utvecklare av dessa produkter. 
Ett öppet system är ett IT-system som baseras på öppna standarder, och således tillåter interoperabilitet mellan delsystem och komponenter, även om olika utvecklare tagit fram dem. Ett öppet operativsystem möjliggör porterbarhet av mjukvara till olika hårdvaruplattformar, och kan köra applikationsprogram av tredjepartsutvecklare. Vem som helst med tillräckligt tekniskt kunnande kan skapa program och produkter som fungerar tillsammans med alla andra produkter och program som implementerar samma standard. Dock kan avtalstexter förhindra implementationer som bara delvis följer standarden.
Notera att implementeringen ändå kan vara proprietär och skyddad av mönsterskydd och patenträtt som hindrar andra från att plagiera den. Öppna system skall således inte sammanblandas med öppen källkod.  
Graden av krav på öppenhet för standarddokumentationen varierar mellan olika organisationers definition av begreppet. Flera organisationer kräver att själva standarddokumentationen behöver vara fritt tillgänglig medan andra tillåter en mindre kostnad för dokumentet. Viktigt att komma ihåg är att frågan om tillgänglighet inte alltid har med det monetära att göra. En öppen och transparent process där alla som vill får delta är minst lika viktig som distributionen av den färdiga standarden. God standardisering utgår från ett antal principer som WTO har satt upp kring konsensus, frivillighet och öppenhet.    
Flera organisationer som ger ut specifikationer för digital information t.ex. W3C och IETF, har som princip att dokumentationen alltid är fritt tillgänglig. Regeringens standardiseringsstrategi från 2018 pekar på vikten av att inte ställa tvingande krav på standarder i lagstiftning om inte dokumentationen är fritt tillgänglig.  
På liknande sätt ställer olika organisationer olika krav på om en öppen standard får omfatta andra immaterialrättigheter, som t.ex. patent och hur dessa i så fall måste licensieras. Utvecklande av produkter som baseras på standarden får vanligen inte förhindras av orimliga och diskriminerande licensavtal. 
Många tekniska specifikationer som allmänt tas för standarder och har fått status som de facto-standarder, är inte öppna utan proprietära och finns endast tillgängliga under restriktiva licenser eller inte alls, eller riskerar att beläggas med restriktiv licens.

## Exempel
Några exempel på standarder och system som betecknar sig själva som öppna:
- UNIX var ett av de första öppna operativsystemen som tillät porterbarhet mellan utrustning av olika fabrikat. Vid samma tid fanns VAX-VMS som var ett slutet konkurrerande system. Som svar på UNIX bytte Digital 1991 namn på systemet till OpenVMS, för att indikera att man nu stödde öppna standarder såsom POSIX och således kunde köra UNIX-program, och att man stödde andra processorer än Digitals egna.
- ISO:s OSI-modell (open systems interconnection) för datakommunikation standardiserar gränssnitt mellan olika processer i ett kommunikationssystem, så att olika kommunikationsprotokoll kan kombineras.
- ITU-T standardiserar telekommunikationsprotokoll, som emellertid ofta innefattar patentskydd. Dessa har karaktär av de jure-standarder, det vill säga de formellt beslutade i ett standardiseringsorgan.
- IETF standarderiserar Internetprotokoll, i form av så kallade RFC:er (request for comments). Dessa har karaktär av de facto-standarder.
- Symbian var det första öppna operativsystemet för smartphones. En definition som förekommer av begreppet smartphone är att en sådan har ett öppet och komplett operativsystem som är porterbart mellan olika modeller, till skillnad från vanliga mobiltelefoner som har propriertär firmware, som endast fungerar som ett rudimentärt operativsystem.
- Linux

## Olika definitioner
Det finns ingen enhetlig definition av vad en öppen standard är, där det framförallt är begreppet öppen som delar olika intressenters ståndpunkt. Vad en standard är definieras i Europaförordning 1025/2012 om europeisk standardisering. 

### Europeiska unionen
I det Europeiska interoperabilitetsramverket, EIF, definieras öppen standard enligt:
- all stakeholders have the opportunity to contribute to the development of the specification and a public review is part of the decision-making process;
- the specification is available for everyone to study;
- intellectual property rights to the specification are licensed on FRAND terms, in a way that allows implementation in both proprietary and open source software, and preferably on a royalty-free basis.

### Danmark
Den danska regeringen har försökt skapa en definition av vad en öppen standard är, en definition som även används i många projekt i Europa. Denna definition är som följer:
- Kostnaden för att använda standarden är låg.
- Standarden har blivit publicerad.
- Standarden har blivit antagen genom en öppen beslutsprocess.
- Intellektuella rättigheter till standarden hanteras av en ideell organisation som har fri tillgång som policy.
- Det finns inga restriktioner för återanvändande av standarden.

### Sverige
I betänkandet av it-standardiseringsutredningen Den osynliga infrastrukturen - om förbättrad samordning av offentlig IT-standardisering SOU 2007:47 , definieras öppen standard enligt European Interoperability Framework (EIF) version 1.0 . EIF har sedan dess reviderats.  
eSam har i Svenskt ramverk för digital samverkan ställt krav på att dokumentationen är fritt tillgänglig.  
I Regeringens standardiseringsstrategi från 2018 beskriver man öppna standarder såhär: "Öppna standarder erbjuder frivilliga lösningar på återkommande problem som annars kan utgöra tekniska handelshinder för företag vid import och export av varor och tjänster. En öppen standard innebär inte nödvändigtvis att innehållet är fritt, även om det i många fall är det".